# О войне
«О войне» (нем. Vom Kriege) — трактат о военном искусстве, над которым с 1816 года до самой смерти работал прусский офицер Карл фон Клаузевиц (1780—1831). Хотя сочинение не было доведено до конца, вдова Клаузевица опубликовала его magnum opus в 1832 году. Принято считать, что трактат Клаузевица оказал большее влияние на военачальников конца XIX и XX веков, чем любая другая книга.
Клаузевиц, позаимствовавший некоторые базовые идеи и даже название книги у товарища по прусской армии, постоянно пересматривал свой труд в течение жизни. В отличие от других военных авторов той эпохи, его занимали только войны последних 150 лет, и особенно наполеоновские. Задолго до Дельбрюка он увидел принципиальное различие между аккуратными «кабинетными войнами» XVII—XVIII веков и молниеносными кампаниями Наполеона (отчасти также Суворова), рассчитанными не на измор, а на сокрушение противника).
Клаузевиц даёт следующее определение войне, как социокультурному феномену:

…Итак, война — не только подлинный хамелеон, в каждом конкретном случае несколько меняющий свою природу; по своему общему облику (в отношении господствующих в ней тенденций) война представляет удивительную троицу, составленную из насилия, как первоначального своего элемента, ненависти и вражды, которые следует рассматривать, как слепой природный инстинкт; из игры вероятностей и случая, обращающих ее в арену свободной духовной деятельности; из подчиненности ее в качестве орудия политики, благодаря которому она подчиняется чистому рассудку.
Первая из этих 3 сторон главным образом относится к народу, вторая — больше к полководцу и его армии и третья — к правительству…
Оригинальный текст (нем.)Der Krieg ist also nicht nur ein wahres Chamäleon, weil er in jedem konkreten Falle seine Natur etwas ändert, sondern er ist auch seinen Gesamterscheinungen nach in Beziehung auf die in ihm herrschenden Tendenzen eine wunderliche Dreifaltigkeit, zusammengesetzt aus der ursprünglichen Gewaltsamkeit seines Elementes, dem Haß und der Feindschaft, die wie ein blinder Naturtrieb anzusehen sind, aus dem Spiel der Wahrscheinlichkeit und des Zufalls, die ihn zu einer freien Seelentätigkeit machen, und aus der untergeordneten Natur eines politischen Werkzeuges, wodurch er dem bloßen Verstand anheimfällt.

Die erste dieser drei Seiten ist mehr dem Volke, die zweite mehr dem Feldherren und seinem Heer, die dritte mehr der Regierung zugewendet.
— Клаузевиц К. О войне. — Часть I. — Глава I. — Раздел 28 // О войне = Clausewitz K. Vom Krieg. 1832/34. — М.: Госвоениздат, 1934.
Считается, что эта «троица Клаузевица» является мотивом написания, основой и краеугольным камнем всего трактата и именно она связывает разрозненные идеи, факты и концепции в целостную теорию.
Пытаясь осмыслить характер военной революции рубежа XVIII и XIX веков, Клаузевиц первым провёл различие между ограниченной и тотальной войной. Иногда ему приписывается проповедь именно тотальной формы войны, которая в XX веке приняла форму мировых войн и унесла жизни миллионов гражданских лиц. Это не вполне справедливо, так как за три года до смерти автор взялся за пересмотр соответствующих положений своего труда. Он успел переписать только начало и конец книги: изложение принципов тотальной войны усматривают в тех главах, которые остались непересмотренными.
Одной из целей Клаузевица было раскрытие секрета необычайного успеха Наполеона на полях сражений, равно как и анализ его поражений в России и Испании. При анализе поражения Наполеона в России в 1812 году, в частности, сказано: «Россия не такая страна, которую можно действительно завоевать, то есть оккупировать; по крайней мере этого нельзя сделать ни силами современных европейских государств, ни теми 500 000 человек, которых для этого привел Бонапарт. Такая страна может быть побеждена лишь собственной слабостью и действием внутренних раздоров. Достигнуть же этих слабых мест политического бытия можно лишь путем потрясения, которое проникло бы до самого сердца страны… Поход 1812 года не удался потому, что неприятельское правительство оказалось твёрдым, а народ остался верным и стойким, то есть потому, что он не мог удаться».
Клаузевиц не принимал воззрения Жомини, предполагавшего, что военный успех может быть сведён к математическим формулам, графикам и теоретическим выкладкам. В этом плане он отвергает рационалистский пафос Просвещения в пользу романтического упоения духом народа и мощью полководческого гения. Одной из главных составляющих успеха любой армии в условиях «тумана войны» (то есть неразберихи, путаницы), по Клаузевицу, является «полнокровное чувство победы», то есть победные психология, дух, мораль. Война, таким образом, не замкнута сама на себе: по словам мыслителя, это «продолжение политики иными средствами».
За пределами Пруссии труд Клаузевица получил известность после того, как его назвал своей настольной книгой Гельмут фон Мольтке, архитектор немецкой победы во Франко-прусской войне, поразившей Европу своей молниеносностью.